# Sumercé
Sumercé es una película documental colombiana dirigida y escrita por Victoria Solano. Aunque inicialmente iba a ser estrenada en abril de 2020 en salas de cine, la película vio su estreno por medios digitales el 11 de junio de 2020, específicamente en la plataforma Mowies, debido a la pandemia del COVID-19. Tras su paso por el circuito de festivales, logró una nominación al Premio Tim Hetherington en el Festival Internacional de Documentales de Sheffield en 2019.

## Sinopsis
Sumercé relata la historia tres líderes campesinos: Eduardo Moreno, César Pachón y Rosita Rodríguez, además de presentar su lucha diaria por proteger los páramos, un importante recurso ambiental, de peligros como la minería ilegal. Tres historias diferentes que tienen un común denominador: la defensa del territorio en medio de la violencia y la desigualdad social.